# Sophisticated Boom Boom
Sophisticated Boom Boom — дебютний альбом британської поп-групи Dead or Alive, що вийшов у 1984 році на Epic Records. Містить переважно елементи синт-попу та денсу, альбом був не дуже популярний у Великій Британії, де він досяг свого рекорду № 29 і містив сингл Top 40 Великої Британії, кавер-версію на пісню KC and the Sunshine Band «That's the Way (I Like It)». Ця пісня разом з «Misty Circles» були хітами в американських чартах, таких як Hot Dance Club Songs.
Оригінальна касетна версія альбому була випущена з трьома бонусними треками. У 2007 році альбом був перевиданий на CD компанією Cherry Red Records із семи бонусними композиціями.
Фото на обкладинці зробив Пітер Ешворт і надихнувся обкладинкою Lionheart Кейт Буш.
Оригінальна назва альбому була Mad, Bad and Dangerous To Know, але лейбл її відхилив. Пізніше ця назва стане назвою третього альбому групи.

## Трек-лист
Автор музики і слів Dead or Alive. 
| Оригінальний Вініл Великої Британії 1984 року | Оригінальний Вініл Великої Британії 1984 року                | Оригінальний Вініл Великої Британії 1984 року |
| #                                             | Назва                                                        | Тривалість                                    |
| --------------------------------------------- | ------------------------------------------------------------ | --------------------------------------------- |
| 1.                                            | «I'd Do Anything»                                            | 4:16                                          |
| 2.                                            | «That's the Way (I Like It)» (Гаррі Уейн Кейсі, Річард Фінч) | 3:39                                          |
| 3.                                            | «Absolutely Nothing»                                         | 4:21                                          |
| 4.                                            | «What I Want»                                                | 5:23                                          |
| 5.                                            | «Far Too Hard»                                               | 4:31                                          |
| 6.                                            | «You Make Me Wanna»                                          | 2:54                                          |
| 7.                                            | «Sit on It»                                                  | 3:07                                          |
| 8.                                            | «Wish You Were Here»                                         | 5:21                                          |
| 9.                                            | «Misty Circles»                                              | 3:39                                          |
| 10.                                           | «Do It»                                                      | 3:53                                          |

| 1984 Касетні бонус треки | 1984 Касетні бонус треки                 | 1984 Касетні бонус треки |
| #                        | Назва                                    | Тривалість               |
| ------------------------ | ---------------------------------------- | ------------------------ |
| 11.                      | «I'd Do Anything» (Dub)                  | 5:22                     |
| 12.                      | «Keep That Body Strong (That's the Way)» | 3:41                     |
| 13.                      | «Misty Circles» (інструментальна версія) | 3:40                     |

| Американський вініл 1984 року | Американський вініл 1984 року | Американський вініл 1984 року |
| #                             | Назва                         | Тривалість                    |
| ----------------------------- | ----------------------------- | ----------------------------- |
| 1.                            | «What I Want»                 | 5:23                          |
| 2.                            | «Misty Circles»               | 3:39                          |
| 3.                            | «Do It»                       | 3:53                          |
| 4.                            | «I'd Do Anything»             | 4:16                          |
| 5.                            | «That's The Way (I Like It)»  | 3:39                          |
| 6.                            | «You Make Me Wanna»           | 2:54                          |
| 7.                            | «Sit on It»                   | 3:07                          |
| 8.                            | «Wish You Were Here»          | 5:21                          |
| 9.                            | «Absolutely Nothing»          | 4:21                          |
| 10.                           | «Far Too Hard»                | 4:31                          |

| Перевидання в Великій Британії 2007 року | Перевидання в Великій Британії 2007 року    | Перевидання в Великій Британії 2007 року | Перевидання в Великій Британії 2007 року |
| #                                        | Назва                                       | Автор                                    | Тривалість                               |
| ---------------------------------------- | ------------------------------------------- | ---------------------------------------- | ---------------------------------------- |
| 1.                                       | «I'd Do Anything»                           |                                          | 4:16                                     |
| 2.                                       | «That's the Way (I Like It)»                | Кейсі, Фінч                              | 3:39                                     |
| 3.                                       | «Absolutely Nothing»                        |                                          | 4:21                                     |
| 4.                                       | «What I Want»                               |                                          | 5:23                                     |
| 5.                                       | «Far Too Hard»                              |                                          | 4:31                                     |
| 6.                                       | «You Make Me Wanna»                         |                                          | 2:54                                     |
| 7.                                       | «Sit on It»                                 |                                          | 3:07                                     |
| 8.                                       | «Wish You Were Here»                        |                                          | 5:21                                     |
| 9.                                       | «Misty Circles»                             |                                          | 3:39                                     |
| 10.                                      | «Do It»                                     |                                          | 3:53                                     |
| 11.                                      | «Selfish Side»                              |                                          | 2:34                                     |
| 12.                                      | «The Stranger»                              |                                          | 4:49                                     |
| 13.                                      | «Misty Circles» (Dance Mix)                 |                                          | 9:10                                     |
| 14.                                      | «What I Want» (Dance Mix)                   |                                          | 6:12                                     |
| 15.                                      | «I'd Do Anything» (Megamix)                 |                                          | 5:22                                     |
| 16.                                      | «That's the Way (I Like It)» (Extended Mix) |                                          | 5:52                                     |
| 17.                                      | «Keep That Body Strong (That's the Way)»    |                                          | 3:38                                     |

## Персонал
- Піт Бернс — Вокал
- Майк Персі — Бас гітара
- Тім Левер — Клавіші
- Стів Кой — Барабани
- Уейн Хассі — Гітара (не позначено на альбомі)

Додатковий персонал
- Тім Палмер — Мікс, зведення